# Vinho verde

La región de los Vinhos Verdes (delimitada a negro) y sus subregiones (en colores)

El vinho verde es una variedad de vino de Portugal elaborado en la región de Entre Douro e Minho (noroeste de Portugal). La región se caracteriza por poseer muchos pequeños productores. Se trata de un vino con tintes ácidos y a menudo ligeramente espumoso (posee ligera aguja). Se produce a lo largo de toda la Costa Verde portuguesa, de la cual adopta la denominación vino verde. Cerca del 11% de la producción es exportada. Los destinos principales son Francia, Estados Unidos y Alemania, seguidos de Angola, Canadá y el Reino Unido. El vinho verde es una denominación de origen (Denominação de Origem Controlada o DOC) desde 1984.

## Caracterización
Tiene color verde. 
Por su porcentaje moderado de alcohol, es un vino frutado, fácil de beber, muy utilizado como aperitivo o acompañando platos ligeros, como pescados, mariscos, ensaladas, carnes blancas e incluso sushi o sashimi. Es un vino leve y fresco, y menos calórico de lo habitual. 

## Producción

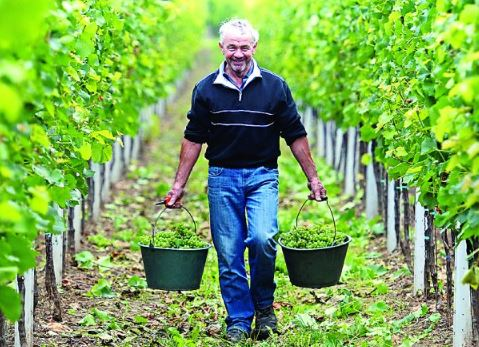
Viñedo en la provincia de Minho

La producción se extiende desde el valle de Cambra ubicado al sur del río Duero, hasta las lindes con el río Miño que forma frontera con España, en un total de 48 municipios.  El número de viñas ronda cerca de los 100.000. 
El clima de la zona es puramente atlántico, y las principales zonas de producción se sitúan en los valles de los ríos de la región, como el Miño, Limia, Cávado, Ave, Támega y Sousa. Los productores son muy fragmentados, el 90% de ellos poseen superficies menores de las cinco hectáreas. Se puede observar como las vides se disponen en forma de pérgola de una altura de cuatro metros. 
Este vino se ha elaborado de forma tradicional a escala doméstica. El vino sufre una pequeña fermentación maloláctica que le hace tener unas trazas de gas carbónico en la botella (aguja). A veces se le inyecta de forma artificial dióxido de carbono, para que el vino tenga algo de "chispa".
La Denominação de Origem Controlada (DOC) divide la producción de vinho verde en seis subregiones: Amarante, Ave, Baião, Basto, Cávado, Lima, Monção, Paiva, Sousa. 
Las castas más utilizadas para vinos blancos son las de albariño, loureira, arinto, aveso y treixadura. Para los tintos se utiliza fundamentalmente el vinhão, y para los rozés, el espadeiro. 
La subregión constituida por los municipios de Monção y Melgaço es conocida por la producción de uno de los mejores vinhos verdes, con la uva de albariño.
En el año de 2017 se han producido 93,3 millones de litros de vinho verde, en su gran mayoría correspondientes a vinos blancos. 
Los municipios con mayor producción de vinho verde son los de Felgueiras, Penafiel, Amarante, Celorico de Basto, Ponte de Lima, Monção y Melgaço.
El vinho verde es el segundo vino portugués más exportado, tras el vino de Oporto.

## Denominación de origen
En Portugal, el Vinho Verde posee la protección Denominação de Origem Controlada. Desde 1991 es una denominación de origen protegida (PDO) ante la Unión Europea. A nivel internacional, cuenta con registro como denominación de origen, conforme al Sistema de Lisboa, ante la Organización Mundial de la Propiedad Intelectual, desde el 8 de febrero de 1973.